# Hot Swapping
Hot Swapping (englisch für heißes Tauschen) und Hot Plugging (englisch für heißes Stecken) bezeichnen den Wechsel und die Wechselbarkeit von Systemkomponenten und Modulen im laufenden Betrieb des Systems. Hot Swapping bezieht sich auf den Austausch von Komponenten, die nicht mit Software interagieren. Hot Plugging bezieht sich auf Komponenten, die mit Software (in der Regel dem Betriebssystem) interagieren und meist eine vorinstallierte Unterstützung durch Software benötigen.
Bekannteste Beispiele für Hot-Plug-fähige Technologien sind allgemeine Computer-Schnittstellen wie USB, FireWire, PCMCIA oder auch Bluetooth zum Anschluss von Peripheriegeräten oder speziellere wie die Festplattenschnittstellen SCSI, eSATA und SAS, sowie Akku und Speicherkarten in Videokameras.
Hot Swapping bezeichnet analog obiger Eingrenzung außerdem die Fähigkeit, den Programmtext während der Laufzeit zu ändern, ohne die Ausführung des Programmes zu unterbrechen (siehe auch Interpreter).

## Varianten
Hot-AddHinzufügen neuer Komponenten.
Hot-PlugHinzufügen und entfernen von Komponenten im laufenden Betrieb, solange die Software darauf nicht zugreift. Andernfalls können Fehler auftreten.
Hot-SwapAustausch von ähnlichen bzw. gleichartigen Komponenten, beispielsweise der Austausch eines Lüfters oder der Austausch einer Festplatte in einem RAID.
Hot-SwitchUmschalten zwischen Komponenten, beispielsweise zu einem als „heiße Reserve“ redundant mitlaufenden Netzteil.

## Typische Steckereigenschaften
Steckkontakte müssen für das Hot Plugging voreilend ausgeführt sein, das heißt, dass die Kontakte in einer definierten Reihenfolge, typischerweise in drei oder mehr Stufen, verbunden und getrennt werden. Einfach ist eine Realisierung durch Kontakte in einem gemeinsamen Steckergehäuse, die in Verbindungsrichtung weiter nach vorne und weiter zurückversetzt sind. Zuallererst muss der Stecker eine mechanische Führung haben, damit die Schrittreihenfolge stabil eingehalten wird. Beim Einstecken zuerst und beim Entfernen zuletzt muss Massekontakt bestehen, um Massepotentialsunterschiede oder elektrostatische Aufladungen abzuleiten. Anschließend werden gegebenenfalls Pre-Charge-Kontakte geschlossen. Strombegrenzer in diesen Leitungswegen schützen die Kontakte selbst wie auch die Spannungsversorgung des Systems vor Stoßbelastungen beispielsweise durch die Aufladung leerer Entkoppelungskondensatoren. Dieser Schritt benötigt Zeit. Schließlich werden die Betriebsstromkontakte und Signalleitungen verbunden. Jetzt kann das Gerät die interne Stromversorgung anfahren und mit dem Betrieb beginnen. Auch wenn ein Pre-Charge-Schritt im Stecker vorgesehen ist, sollte der Anwender Hot-Plug-Stecker bewusst möglichst geradlinig und langsam aus- und vor allem einstecken.
Beispiel USB-Stecker

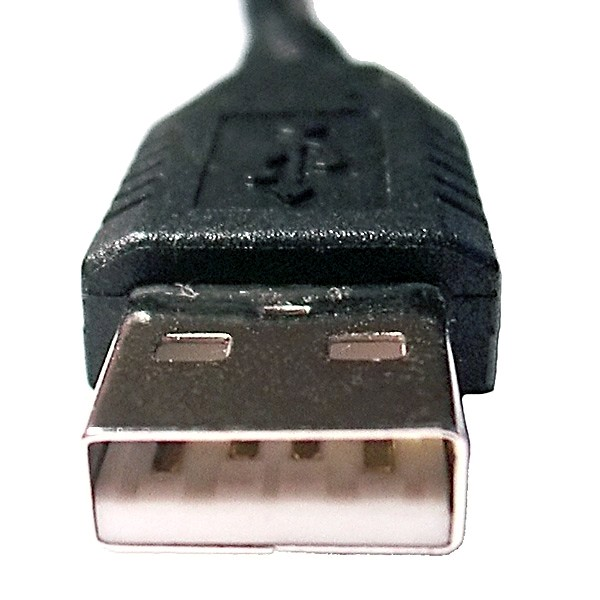
USB-Stecker mit seinen voreilenden Kontakten

Bei USB-Steckern sind beide Spannungskontakte ungefähr 2 mm länger als die Datenkontakte, damit ein USB-Gerät (z. B. USB-Massenspeicher) vor seiner eigentlichen Verwendung schon eingeschaltet werden kann und somit Schäden an den Übertragungskomponenten vorgebeugt wird.